# والدو پپر بزرگ
والدو پپر بزرگ (به انگلیسی: The Great Waldo Pepper) فیلمی محصول سال ۱۹۷۵ و به کارگردانی جرج روی هیل است. در این فیلم بازیگرانی همچون رابرت ردفورد، بو اسونسون، مارگو کیدر، بو براندین، سوزان ساراندون، جفری لوئیس، ادوارد هرمان و فیل برونس ایفای نقش کرده‌اند.